# Alessandro Gaucci
Alessandro Gaucci (Roma, 20 febbraio 1973) è un dirigente sportivo e imprenditore italiano.

## Biografia
Figlio primogenito di Luciano e della prima moglie Veronica del Bono, il padre nel 1991 rilevò la società calcistica del Perugia, e poco dopo è entrato a far parte dell'organigramma del club umbro, protagonista sul finire degli anni novanta di un'importante scalata che lo portò dalla Serie C1 alla Serie A. Del Perugia è stato amministratore delegato dal 1994 al 2004, unico azionista dal 2003, e presidente nel 2004-2005. In qualità di dirigente dei grifoni, ha avuto il merito di scoprire e di portare in Umbria diversi calciatori fino a prima semisconosciuti e che si sono poi affermati, come il croato Milan Rapaić e il giapponese Hidetoshi Nakata.
Nel 1995, a Perugia fonda la Galex, azienda produttrice di abbigliamento sportivo, di cui è stato amministratore unico, e che è stata sponsor tecnico di numerosi club calcistici, tra cui lo stesso Perugia.
Dal 2000 al 2004, si è occupato anche della gestione amministrativa della Sambenedettese, di proprietà della sua famiglia, di cui è stato direttore tecnico. Il club marchigiano, sotto i Gaucci, ha conquistato due promozioni consecutive, dalla Serie D alla C2 nella stagione 2000-2001, e dalla Serie C2 alla C1 in quella successiva.
Dopo il fallimento del Perugia Calcio avvenuto nel 2005 e i problemi giudiziari connessi, Gaucci fa il suo rientro nel calcio nell'estate 2012 come azionista di maggioranza del club spagnolo del Cadice, militante in Terza Divisione, in cui assume il ruolo di direttore sportivo. Nel giugno 2016 approda al Marbella, anch'esso militante nella Terza serie iberica, dove svolge l'incarico di direttore sportivo, da cui si dimette dopo appena sette mesi.
Appassionato di boxe, ha praticato tale disciplina in ambito dilettantistico.

## Controversie
Nel 2003, il giudice sportivo gli ha inflitto la sanzione dell'inibizione per un mese a svolgere ogni attività in seno alla FIGC per il comportamento tenuto durante la partita Lazio-Perugia del 23 novembre, in cui ha rivolto ingiurie e minacce ad un giocatore avversario, e all'arbitro a fine gara. La sanzione è stata successivamente confermata dalla Commissione disciplinare della Lega Calcio anche dopo il reclamo presentato dallo stesso Gaucci, che veniva pertanto respinto.
Nel febbraio 2006, Gaucci viene arrestato dalla Guardia di Finanza assieme al fratello minore Riccardo, per ordine della Procura della Repubblica di Perugia con l'accusa di associazione per delinquere, bancarotta fraudolenta e occultamento di documenti contabili, nell'ambito dell'inchiesta avviata a seguito del fallimento del Perugia Calcio avvenuto tre mesi prima. Destinatari del provvedimento anche il padre Luciano (sfuggito all'arresto perché si trovava a Santo Domingo), il fratello di questi, Antonio, e tre revisori dei conti del fallito club umbro. Alessandro e Riccardo Gaucci, inizialmente reclusi al carcere di Perugia, dopo una settimana ottengono gli arresti domiciliari, revocati dopo tre mesi di detenzione dal Tribunale del riesame del capoluogo umbro, che aveva accolto la richiesta di scarcerazione avanzata dai loro legali. I fratelli Gaucci sono stati condannati nel 2008 a un anno e otto mesi di reclusione con la formula della pena sospesa, e il padre Luciano a tre anni, coperti dall'indulto approvato due anni prima dal parlamento italiano.